# Sint-Jan de Doperkerk (Sambeek)
De Sint-Jan de Doperkerk is een kerkgebouw in Sambeek in de gemeente Land van Cuijk in de Nederlandse provincie Noord-Brabant. De kerk staat aan de Grotestraat 65 en ten noordwesten staat de losstaande toren van de oude Sint-Jan de Doperkerk.
De kerk is opgedragen aan Johannes de Doper.

## Geschiedenis
In 1486 bouwde men in Sambeek de Sint-Jan de Doperkerk. De kerk werd in 1532 in gebruik genomen.
In 1648 kwam het middeleeuwse kerkgebouw toe aan de hervormden en moesten de katholieken in een schuilkerk kerken.
In 1702 werd de kerk door bliksem getroffen en brandde af. De toren bleef echter behouden.
In 1738 werd de kerk weer opgebouwd.
In 1800 werd de kerk weer door de katholieken in gebruik genomen en raakte de schuilkerk buiten gebruik.
In 1944 werd gedurende de Tweede Wereldoorlog de kerk verwoest, maar de kerktoren bleef behouden. In 1946 werd er een noodkerk in gebruik genomen.
In 1953 kwam de nieuwe Sint-Jan de Doperkerk gereed. Deze kerk werd niet op de plaats van de oude kerk gebouwd maar ernaast, los van de oude kerktoren en ten zuidoosten ervan. De kerk, naar een ontwerp van Edmond Nijsten, werd op 16 mei 1954 ingewijd door bisschop Wilhelmus Mutsaerts, hetgeen via KRO-radio te volgen was. Met gekleurde tegels is op het plein de plek van de voormalige kerk aangegeven.
In 2020 werd bekend dat de kerk een gemeenschapshuis wordt.

## Opbouw
De nieuwe kerk werd in traditionalistische stijl opgetrokken en is niet georiënteerd maar ongeveer noord-zuid gebouwd. Het gebouw bestaat uit een atrium met drie rondbogen, een driebeukig schip met zijbeuken in basilicale opstand en een koor. Het koor en het schip bevinden zich onder hetzelfde zadeldak, het atrium en de zijbeuken worden gedekt door lessenaarsdaken.
1. ↑  Herman Wissink, Kerk in Sambeek wordt gemeenschapshuis. De Gelderlander (10 juli 2020). Geraadpleegd op 23 november 2023.